# Дієго Коста
Дієго да Сілва Коста (ісп. Diego da Silva Costa, locally [ˈdjeɣo ða ˈsilβa ˈkosta]; порт. Diego da Silva Costa, locally [ˈdʒjeɡu dɐ ˈsiwvɐ ˈkɔstɐ]; нар. 7 жовтня 1988, Лагарту, Бразилія) — іспанський футболіст бразильського походження, нападник команди «Ботафого».

## Клубна кар'єра

### Ранні роки
Перший контракт Коста підписав з португальською «Брагою» із однойменного міста в лютому 2006 року. Влітку того ж року футболіст на правах оренди приєднався до «Пенафієла» із Сегунда-Ліги. У грудні за півтора мільйони євро мадридський «Атлетіко» викупив 50 % прав на нападника. Дієго одразу ж після підписання контракту з матрацниками відправна правах оренди у «Спортінгу». У наступні два сезони він також виступав в орендах за клуби Сегунда Дивізіону, «Сельту» та «Альбасете».

### «Реал Вальядолід»
8 липня 2009 року Коста був проданий до клубу «Реал Вальядолід» як частина угоди по воротареві Серхіо Асенхо з опцією викупу мадридським клубом гравця назад наприкінці сезону.

### «Атлетіко Мадрид»
У червні 2010 року Дієго повернувся до «Атлетіко» та розглядався як третій форвард після Серхіо Агуеро та Дієго Форлана. 26 вересня Коста забив єдиний м'яч у зустрічі з «Реалом Сарагосою».

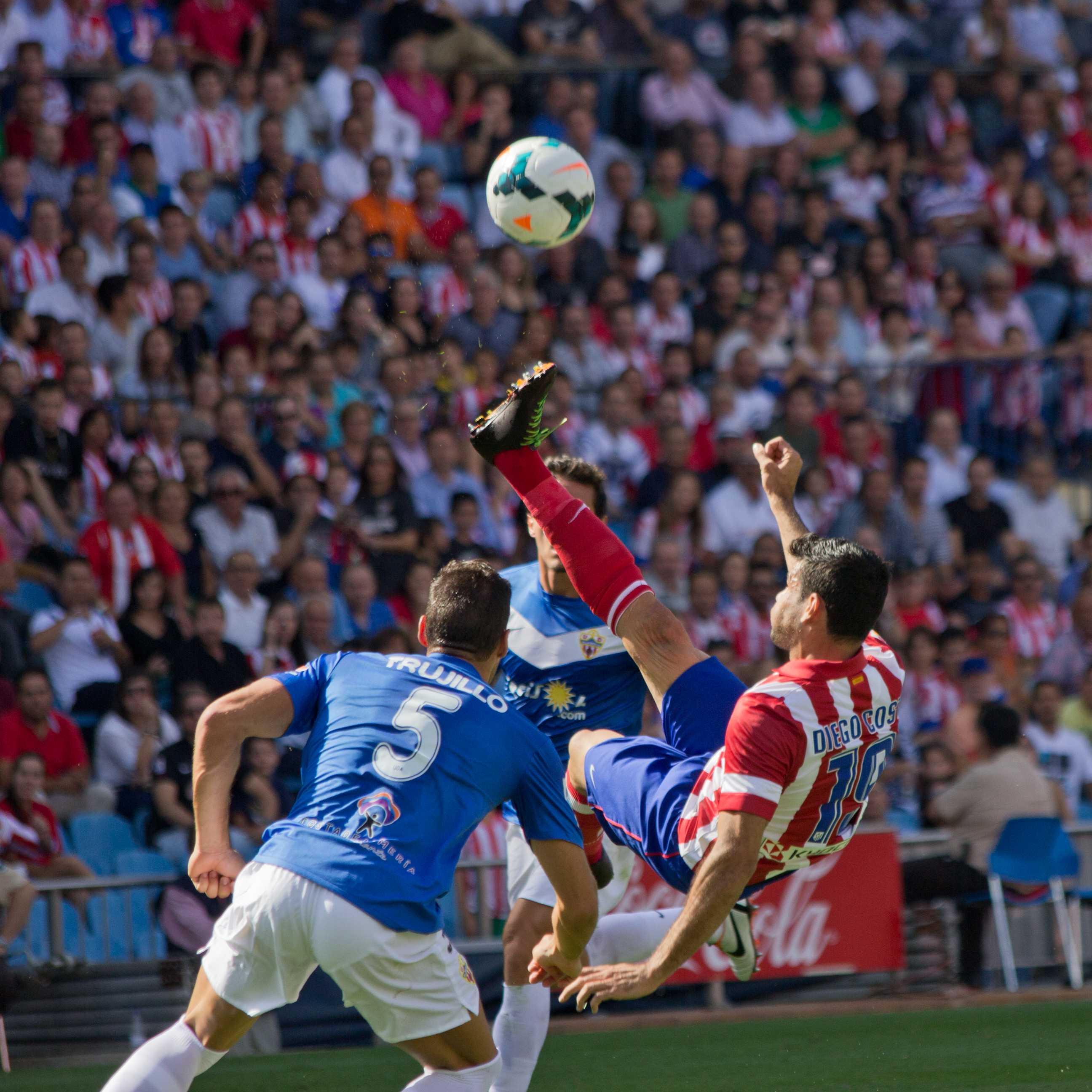
Коста у грі проти «Альмерії» у вересні 2013

Наприкінці липня 2011 року, у міжсезоння, нападник серйозно травмував коліно, що змусило його пропустити більшу частину наступного сезону. 23 січня 2012 нападник на правах оренди до червня почав виступати за «Райо Вальєкано». У перших трьох матчах форвард відзначився чотирма голами, у тому числі дублем у ворота «Леванте».
17 травня 2013 року у фіналі Кубка Іспанії проти мадридського «Реала» відзначився забитим м'ячем, допомігши «Атлетіко» здобути трофей. Коста також став найкращим бомбардиром турніру з вісьмома голами, що на один більше, ніж забив Кріштіану Роналду.
У травні 2013 року підписав новий контракт з клубом строком до 2018 року, який також передбачав подвоєння зарплати. У першому турі сезону 2013—2014 проти «Севільї» Дієго відзначився дублем.
22 жовтня у матчі Ліги чемпіонів УЄФА відзначився дублем у матчі з віденською «Аустрією».
1 липня 2014 Челсі купив у «Атлетіко Мадрид» Дієго Косту за 38 млн євро.

### «Челсі»
15 липня «Челсі» підтвердили перехід Кости, який підписав п'ятирічний контракт.
Дебютував він за «синіх» у Прем'єр-лізі 18 серпня в матчі проти «Бернлі», в якому відразу відзначився забитим голом. Потім він забив у ворота «Лестера» і відзначився дублем у виїзному матчі проти «Евертона». Ну а в 4-му турі Коста вже зробив хет-трик у ворота «Суонсі Сіті», порадувавши уболівальників на «Стемфорд Брідж».
Влітку 2017 отримав повідомлення від тренера команди Антоніо Конте, що той не розраховує на Косту в новому сезоні і гравцеві пропонується розпочати пошуки нового клубу. Попри наявність інтересу в його послугах з боку декількох провідних європейських клубів, гравець заявив, що продовженням своєї кар'єри бачить лише повернення до мадридського «Атлетіко».

### Повернення до «Атлетіко»
У вересні 2017 року Коста пройшов обстеження в «Атлетіко» і підписав з клубом контракт, який, утім, набрав чинності лише на початку січня 2018 року, оскільки до того часу діяла заборона «Атлетіко» заявляти нових гравців.
29 грудня 2020 контракт між клубом і гравцем було розірвано, внаслідок чого Дієго став вільним агентом.

### «Атлетіку Мінейру»
Після більш ніж піврічної паузи в кар'єрі стало відомо, що Дієго досяг домовленності з бразильським клубом «Атлетіку Мінейру». Відіграв за «Атлетіку Мінейру» пів сезону, після чого покинув клуб.

## Кар'єра у збірних
5 березня 2013 року Коста був викликаний до складу збірної Бразилії на товариські матчі проти Італії у Женеві та Росії в Лондоні. Він дебютував у першому матчі, в середині гри змінивши Фреда.
У вересні 2013 року Іспанська футбольна федерація зробила офіційний запит до ФІФА на дозвіл Кості грати за збірну Іспанії. На початку літа футболіст отримав іспанське громадянство.
28 лютого 2014 року Вісенте дель Боске викликав Косту до збірної Іспанії на товариський матч проти Італії. Дієго відіграв увесь матч, іспанці ж перемогли з рахунком 1–0.
А вже за декілька місяців натуралізованого бразильця було включено до заявки збірної Іспанії на чемпіонат світу 2014 року, що проходив на його батьківщині. На мундіалі новачок збірної взяв участь у двох стартових матчах команди на груповому турнірі, в обох випадках виходячи на поле у стартовому складі і залишаючи його після першої години матчів у намаганні трнерського штабу пожвавити напад і відігратися після пропущених голів. Обидві зустрічі, утім, завершилися поразками іспанців, які таким чином втратили шанси на захист завойованого чотирма роками раніше статусу чемпіонів світу.
Після мундіалю регулярно викликався до лав іспанської збірної, проте не потрапив до її заявки на чемпіонат Європи 2016 року, який для іспанців також склався невдало — поразкою у першому ж раунді плей-оф.
А ось у травні 2018 року був включений до заявки національної команди для участі у своїй другій світовій першості — тогорічному чемпіонаті світу в Росії. Причому Коста, що на момент оголошення заявки мав в активі лише 18 матчів і 7 голів у складі «червоної фурії», виявився найдосвідченішим з усіх чотирьох гравців лінії нападу у заявці, адже решта нападників мала в активі лише 17 матчів і 6 голів на трьох.

## Статистика виступів

### Статистика клубних виступів
Станом на 20 травня 2018 року
| Сезон                | Команда              | Чемпіонат            | Чемпіонат | Чемпіонат | Національний кубок | Національний кубок | Національний кубок | Континентальні кубки | Континентальні кубки | Континентальні кубки | Інші змагання | Інші змагання | Інші змагання | Усього | Усього |
| Сезон                | Команда              | Ліга                 | Ігор      | Голів     | Ліга               | Ігор               | Голів              | Ліга                 | Ігор                 | Голів                | Ліга          | Ігор          | Голів         | Ігор   | Голів  |
| -------------------- | -------------------- | -------------------- | --------- | --------- | ------------------ | ------------------ | ------------------ | -------------------- | -------------------- | -------------------- | ------------- | ------------- | ------------- | ------ | ------ |
| 2006-січ. 2007       | «Пенафієл»           | СЛ                   | 13        | 5         | КП+КЛ              | 0+0                | 0                  | -                    | -                    | -                    | -             | -             | -             | 13     | 5      |
| січ.-черв. 2007      | «Брага»              | ПЛ                   | 7         | 0         | КП+КЛ              | 0+0                | 0                  | КУЄФА                | 2                    | 1                    | -             | -             | -             | 9      | 1      |
| 2007–08              | «Сельта»             | СД                   | 30        | 6         | КІ                 | 1                  | 0                  | -                    | -                    | -                    | -             | -             | -             | 31     | 6      |
| 2008–09              | «Альбасете»          | СД                   | 35        | 10        | КІ                 | 1                  | 0                  | -                    | -                    | -                    | -             | -             | -             | 36     | 10     |
| 2009–10              | «Реал Вальядолід»    | ПД                   | 34        | 8         | КІ                 | 2                  | 1                  | -                    | -                    | -                    | -             | -             | -             | 36     | 9      |
| 2010–11              | «Атлетіко» (Мадрид)  | ПД                   | 28        | 6         | КІ                 | 5                  | 1                  | ЛЄ                   | 6                    | 1                    | СУ            | 0             | 0             | 39     | 8      |
| 2011-січ. 2012       | «Атлетіко» (Мадрид)  | ПД                   | 0         | 0         | КІ                 | 0                  | 0                  | ЛЄ                   | 0                    | 0                    | -             | -             | -             | 0      | 0      |
| січ.-чер. 2012       | «Райо Вальєкано»     | ПД                   | 16        | 10        | КІ                 | 0                  | 0                  | -                    | -                    | -                    | -             | -             | -             | 16     | 10     |
| 2012–13              | «Атлетіко» (Мадрид)  | ПД                   | 31        | 10        | КІ                 | 8                  | 8                  | ЛЄ                   | 5                    | 2                    | СУ            | 0             | 0             | 44     | 20     |
| 2013–14              | «Атлетіко» (Мадрид)  | ПД                   | 35        | 27        | КІ                 | 6                  | 1                  | ЛЧ                   | 9                    | 8                    | СІ            | 2             | 0             | 52     | 36     |
| 2014–15              | «Челсі»              | ПЛ                   | 26        | 20        | КА+КЛ              | 1+3                | 0                  | ЛЧ                   | 7                    | 0                    | -             | -             | -             | 37     | 20     |
| 2015–16              | «Челсі»              | ПЛ                   | 28        | 12        | КА+КЛ              | 4+1                | 2+0                | ЛЧ                   | 8                    | 2                    | СА            | 0             | 0             | 41     | 16     |
| 2016–17              | «Челсі»              | ПЛ                   | 35        | 20        | КА+КЛ              | 5+2                | 1+0                | -                    | -                    | -                    | -             | -             | -             | 42     | 21     |
| 2017- січ. 2018      | «Челсі»              | ПЛ                   | -         | -         | КА+КЛ              | -                  | -                  | ЛЧ                   | -                    | -                    | СА            | -             | -             | 0      | 0      |
| Усього за «Челсі»    | Усього за «Челсі»    | Усього за «Челсі»    | 89        | 52        |                    | 16                 | 3                  |                      | 15                   | 2                    |               | 0             | 0             | 120    | 57     |
| січ.-трав. 2018      | «Атлетіко» (Мадрид)  | ПД                   | 15        | 3         | КІ                 | 3                  | 2                  | ЛЄ                   | 5                    | 2                    | -             | -             | -             | 23     | 7      |
| Усього за «Атлетіко» | Усього за «Атлетіко» | Усього за «Атлетіко» | 109       | 46        |                    | 22                 | 12                 |                      | 25                   | 13                   |               | 2             | 0             | 158    | 71     |
| Усього за кар'єру    | Усього за кар'єру    | Усього за кар'єру    | 333       | 137       |                    | 42                 | 16                 |                      | 42                   | 16                   |               | 2             | 0             | 419    | 169    |

### Статистика виступів за збірні
Станом на 20 травня 2018 року
| Дата      | Місто  | Господарі | Результат | Гості    | Турнір           | Голи | Примітки |
| --------- | ------ | --------- | --------- | -------- | ---------------- | ---- | -------- |
| 21-3-2013 | Женева | Італія    | 2 – 2     | Бразилія | товариський матч | -    | 68'      |
| 25-3-2013 | Лондон | Бразилія  | 1 – 1     | Росія    | товариський матч | -    | 78'      |
| Усього    |        | Матчів    | 2         |          | Голів            | 0    |          |

| Дата       | Місто          | Господарі          | Результат | Гості       | Турнір             | Голи | Примітки  |
| ---------- | -------------- | ------------------ | --------- | ----------- | ------------------ | ---- | --------- |
| 5-3-2014   | Мадрид         | Іспанія            | 1 – 0     | Італія      | товариський матч   | -    |           |
| 7-6-2014   | Лендовер       | Сальвадор          | 0 – 2     | Іспанія     | товариський матч   | -    | 74'       |
| 13-6-2014  | Салвадор       | Іспанія            | 1 – 5     | Нідерланди  | ЧС 2014 - 1-й етап | -    | 62'       |
| 18-6-2014  | Ріо-де-Жанейро | Іспанія            | 0 – 2     | Чилі        | ЧС 2014 - 1-й етап | -    | 64'       |
| 4-9-2014   | Париж          | Франція            | 1 – 0     | Іспанія     | товариський матч   | -    | 67'       |
| 9-10-2014  | Жиліна         | Словаччина         | 2 – 1     | Іспанія     | Відбір до ЧЄ 2016  | -    | 90+1'     |
| 12-10-2014 | Люксембург     | Люксембург         | 0 – 4     | Іспанія     | Відбір до ЧЄ 2016  | 1    | 82'       |
| 5-9-2015   | Ов'єдо         | Іспанія            | 2 – 0     | Словаччина  | Відбір до ЧЄ 2016  | -    | 75'       |
| 8-9-2015   | Скоп'є         | Північна Македонія | 0 – 1     | Іспанія     | Відбір до ЧЄ 2016  | -    | 30' - 62' |
| 13-11-2015 | Аліканте       | Іспанія            | 2 – 0     | Англія      | товариський матч   | -    | 64'       |
| 1-9-2016   | Брюссель       | Бельгія            | 0 – 2     | Іспанія     | товариський матч   | -    | 26'       |
| 5-9-2016   | Леон           | Іспанія            | 8 – 0     | Ліхтенштейн | Відбір до ЧС 2018  | 2    | 68'       |
| 6-10-2016  | Турин          | Італія             | 1 – 1     | Іспанія     | Відбір до ЧС 2018  | -    | 45' - 67' |
| 11-10-2016 | Шкодер         | Албанія            | 0 – 2     | Іспанія     | Відбір до ЧС 2018  | 1    |           |
| 24-3-2017  | Хіхон          | Іспанія            | 4 – 1     | Ізраїль     | Відбір до ЧС 2018  | 1    |           |
| 11-6-2017  | Скоп'є         | Північна Македонія | 1 – 2     | Іспанія     | Відбір до ЧС 2018  | 1    |           |
| 23-3-2018  | Дюссельдорф    | Німеччина          | 1 – 1     | Іспанія     | товариський матч   | -    | 65'       |
| 27-3-2018  | Мадрид         | Іспанія            | 6 – 1     | Аргентина   | товариський матч   | 1    | 46'       |
| Усього     |                | Матчів             | 18        |             | Голів              | 7    |           |

## Досягнення

### Клубні
«Атлетіко»
- Чемпіон Іспанії: 2013-14
- Володар кубка Іспанії: 2012–13
- Фіналіст суперкубка Іспанії: 2013
- Володар Ліги Європи УЄФА: 2011–12
- Володар Суперкубка УЄФА: 2010, 2012
- Фіналіст Ліги чемпіонів УЄФА: 2013–14

«Челсі»
- Чемпіон Англії: 2014-15, 2016–17
- Володар кубка Футбольної ліги: 2014-15

«Атлетіку Мінейру»
- Чемпіон Бразилії: 2021
- Володар Кубка Бразилії: 2021

### Індивідуальні
- Найкращий бомбардир кубка Іспанії: 2012–13
- Гравець місяця Ла-Ліги: вересень 2013[24]